# Copa de España 2020-2021 (calcio a 5)
La Copa de España 2020-2021 è stata la 32ª edizione assoluta della manifestazione disputata con la formula final eight e si è disputata dal 25 al 28 marzo 2021.

## Formula
Il torneo si svolge con gare a eliminazione diretta di sola andata. La formula prevede che nei quarti e nelle semifinali, in caso di parità dopo i tempi regolamentari, la vittoria sia determinata direttamente dai tiri di rigore. Nella finale, in caso di parità dopo 40', si svolgono due tempi supplementari di 5 minuti ciascuno. In caso di ulteriore parità al termine degli stessi, la vincitrice è determinata mediante i tiri di rigore.

## Squadre qualificate
Sono iscritte d'ufficio le società classificatesi ai primi otto posti del girone di andata della Primera División.
| Squadre |           |   |               |
| 1       | Cartagena | 5 | ElPozo Murcia |
| 2       | Levante   | 6 | Barcellona    |
| 3       | Inter     | 7 | Valdepeñas    |
| 4       | Palma     | 8 | S10 Saragozza |

## Tabellone
Gli accoppiamenti sono stati determinati tramite sorteggio, che si è tenuto il 9 marzo 2021 presso la Sala Verde del Teatros del Canal di Madrid. Gli incontri si sono svolti dal 25 al 28 marzo 2021 presso il WiZink Center di Madrid.
|  | Quarti di finale | Quarti di finale | Quarti di finale |            |           | Semifinali | Semifinali | Semifinali |  |  | Finale | Finale | Finale |  |
|  |                  |                  |                  |            |           |            |            |            |  |  |        |        |        |  |
|  | 1                | Cartagena        | 2                |            |           |            |            |            |  |  |        |        |        |  |
|  | 1                | Cartagena        | 2                |            |           |            |            |            |  |  |        |        |        |  |
|  | 7                | Valdepeñas       | 1                |            |           |            |            |            |  |  |        |        |        |  |
|  | 7                | Valdepeñas       | 1                |            | Cartagena | Cartagena  | 0          |            |  |  |        |        |        |  |
|  |                  |                  |                  |            | Cartagena | Cartagena  | 0          |            |  |  |        |        |        |  |
|  |                  |                  | Inter            | Inter      | 2         |            |            |            |  |  |        |        |        |  |
|  | 4                | Palma            | Inter            | Inter      | 2         | 3(2)       |            |            |  |  |        |        |        |  |
|  | 4                | Palma            |                  |            |           |            |            |            |  |  |        |        |        |  |
|  | 3                | Inter (dcr)      | 3(4)             |            |           |            |            |            |  |  |        |        |        |  |
|  | 3                | Inter (dcr)      | 3(4)             |            | Inter     | Inter      | 6          |            |  |  |        |        |        |  |
|  |                  |                  |                  |            |           |            |            |            |  |  |        |        |        |  |
|  |                  |                  | Barcellona       | Barcellona | 1         |            |            |            |  |  |        |        |        |  |
|  | 2                | Levante          | Barcellona       | Barcellona | 1         | 2          |            |            |  |  |        |        |        |  |
|  | 2                | Levante          |                  |            |           |            |            |            |  |  |        |        |        |  |
|  | 8                | S10 Saragozza    | 1                |            |           |            |            |            |  |  |        |        |        |  |
|  | 8                | S10 Saragozza    | 1                |            | Levante   | Levante    | 3          |            |  |  |        |        |        |  |
|  |                  |                  |                  |            | Levante   | Levante    | 3          |            |  |  |        |        |        |  |
|  |                  |                  | Barcellona       | Barcellona | 6         |            |            |            |  |  |        |        |        |  |
|  | 6                | Barcellona (dcr) | Barcellona       | Barcellona | 6         | 3(4)       |            |            |  |  |        |        |        |  |
|  | 6                | Barcellona (dcr) |                  |            |           |            |            |            |  |  |        |        |        |  |
|  | 5                | ElPozo Murcia    | 3(3)             |            |           |            |            |            |  |  |        |        |        |  |

## Risultati

### Quarti di finale
| Arbitri: | Juan José Cordero Gallardo Carlos Rabadán Sáinz |

|                    |           |         |
| Alcántara 21’, 40’ | Marcatori | 2’ Preá |

| Arbitri: | Carlos Rodrigo Miguel Fermin A. Sánchez-Molina Tapiador |

|                              |                      |                               |
| Lolo 27’, 38’ Higor 40’      | Marcatori            | 18’, 20’ Pito 19’ C. Morales  |
| Marlon R. Campos Tomaz Nunes | Tiri di rigore 2 – 4 | Boyis Saldise Pito C. Morales |

| Arbitri: | Héctor Mayo López Carlos Panadero Díaz-Concha |

|                    |           |              |
| Tolrà 11’ Usín 17’ | Marcatori | 8’ Dian Luka |

| Arbitri: | Aitor Felipe Madorrán David Urdanoz Apezteguia |

|                                         |                      |                                               |
| Dyego 1’ Ferrão 8’, 23’                 | Marcatori            | 3’ Aguilera 16’ A. García 38’ Marcel          |
| Ferrão Shiraishi Matheus Marcênio Dyego | Tiri di rigore 4 – 3 | Paradynski Pacheco Aguilera Marcel F. Valerio |

### Semifinali
| Arbitri: | Aitor Felipe Madorrán David Urdanoz Apezteguia |

|  |           |                            |
|  | Marcatori | 29’ Saldise 40’ C. Morales |

| Arbitri: | Carlos Rodrigo Miguel Fermin A. Sánchez-Molina Tapiador |

|                                          |           |                                                            |
| Marcênio 3’ (aut.) Cardoso 25'’ Toro 33’ | Marcatori | 22’, 34’ Ximbinha 27’ A. Coelho 31’, 37’, 40’ A. Fernández |

### Finale
| Arbitri: | Juan José Cordero Gallardo Carlos Rabadán Sáinz |

|                                                             |           |             |
| Martel 13’, 29’ B. Díaz 28’, 16’ C. Morales 31’ Saldise 32’ | Marcatori | 4’ Ximbinha |